# Hajdamakupproret
Hajdamakupproret var ett uppror som ägde rum i Polen-Litauen med start 1768. Det var en revolt mot de polsk-litauiska adelsmännen, som betraktades som korrupta och opålitliga av de zaporogiska kosackerna och bönderna i det zaporogiska området. Hajdamakerna var en zaporogisk rörelse som bestod av kosacker, bönder och andra som ville ha frihet och självständighet för Zaporogiska Sitj.
Upproret började i februari 1768, när en grupp hajdamaker (kosacker) attackerade en polsk-litauisk garnison i staden Balta. Revolten spred sig snabbt och omfattade stora delar av det zaporogiska området, med hajdamakerna som kämpade mot den polska adeln och den ryska kejsarinnan Katarina den stora. Upproret ledde till en stor humanitär kris, med massakrer på båda sidor och omfattande förstörelse av egendom.
Hajdamakupproret var en av de största upproren i Polen-Litauens historia och markerade början på en period av politisk instabilitet och våld i regionen. Revolten slutade i juni 1767 med nederlag för hajdamakerna och ytterligare undertryckning av zaporogiska intressen.